# Biton bellulus
Biton bellulus är en spindeldjursart som först beskrevs av Pocock 1902.  Biton bellulus ingår i släktet Biton och familjen Daesiidae. Inga underarter finns listade.